# 新蘭開斯特 (印地安納州)
新蘭開斯特（英語：New Lancaster）是位於美國印地安納州蒂普頓縣的一個非建制地區。該地的面積和人口皆未知。

## 地理
新蘭開斯特所處的海拔為高於海平面263米（即863英呎），而該地所採用的時區為UTC-5，即北美東部時區（EST）。同時該地設有夏令時間，為UTC-5調快一小時，即UTC-4（EDT）。